# Classical Philology
Classical Philology est une revue scientifique à comité de lecture créée en 1906. Elle est publiée par l'University of Chicago Press et couvre tous les aspects de l'Antiquité gréco-romaine, notamment la littérature, les langues, l'anthropologie, l'histoire, la vie sociale, la philosophie, la religion, l'art, la culture matérielle et l'histoire des études classiques. La rédactrice en chef est Sarah Nooter.